# تراموا لایپزیگ
تراموا لایپزیگ (آلمانی: Straßenbahnnetz Leipzig) سیستم تراموا در شهر لایپزیگ، آلمان است.
این تراموا که در سال ۱۸۷۲ تأسیس شده دارای ۱۳ خط، ۵۱۰ ایستگاه و ۱۴۸٫۳ کیلومتر طول می‌باشد.

## نگارخانه

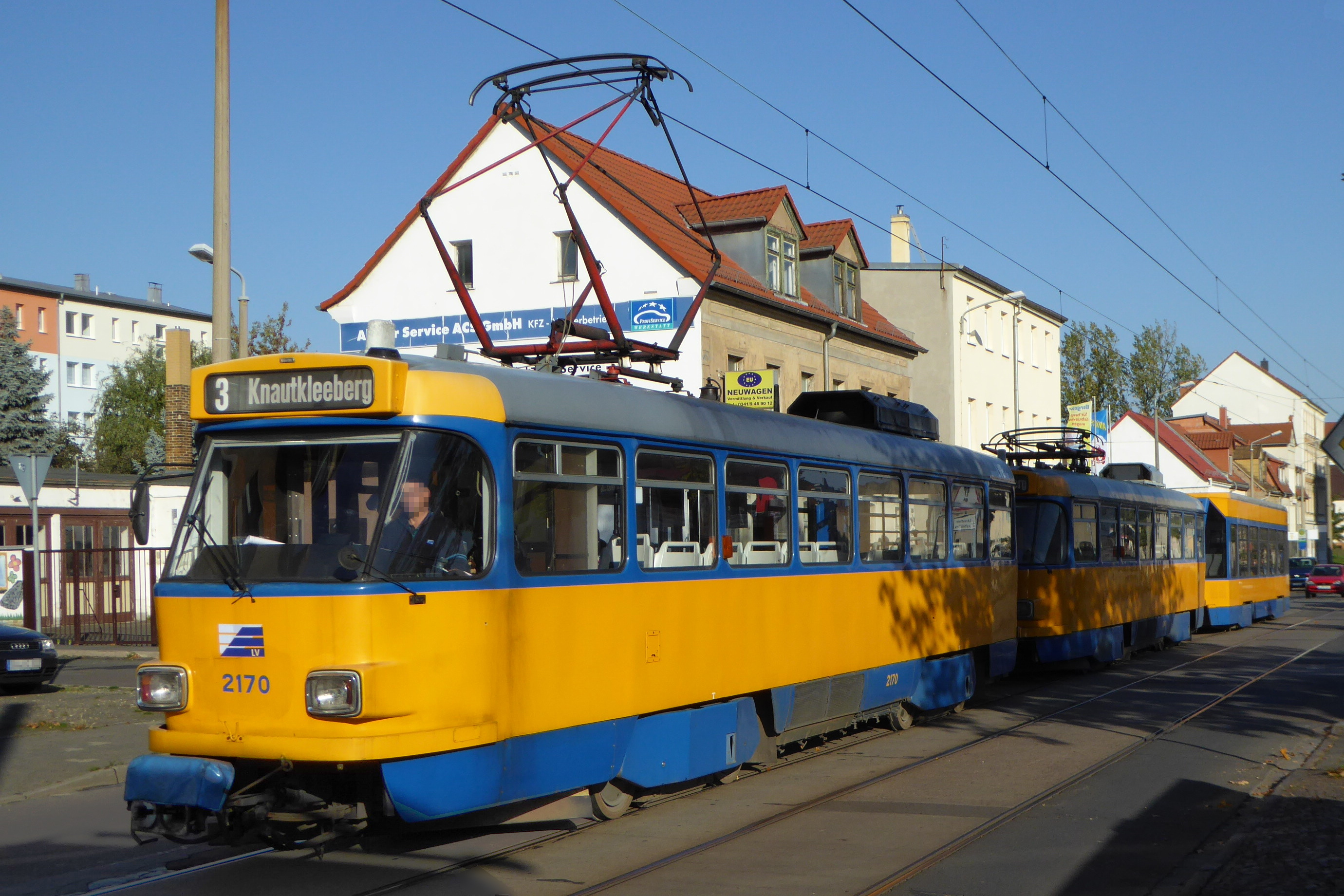
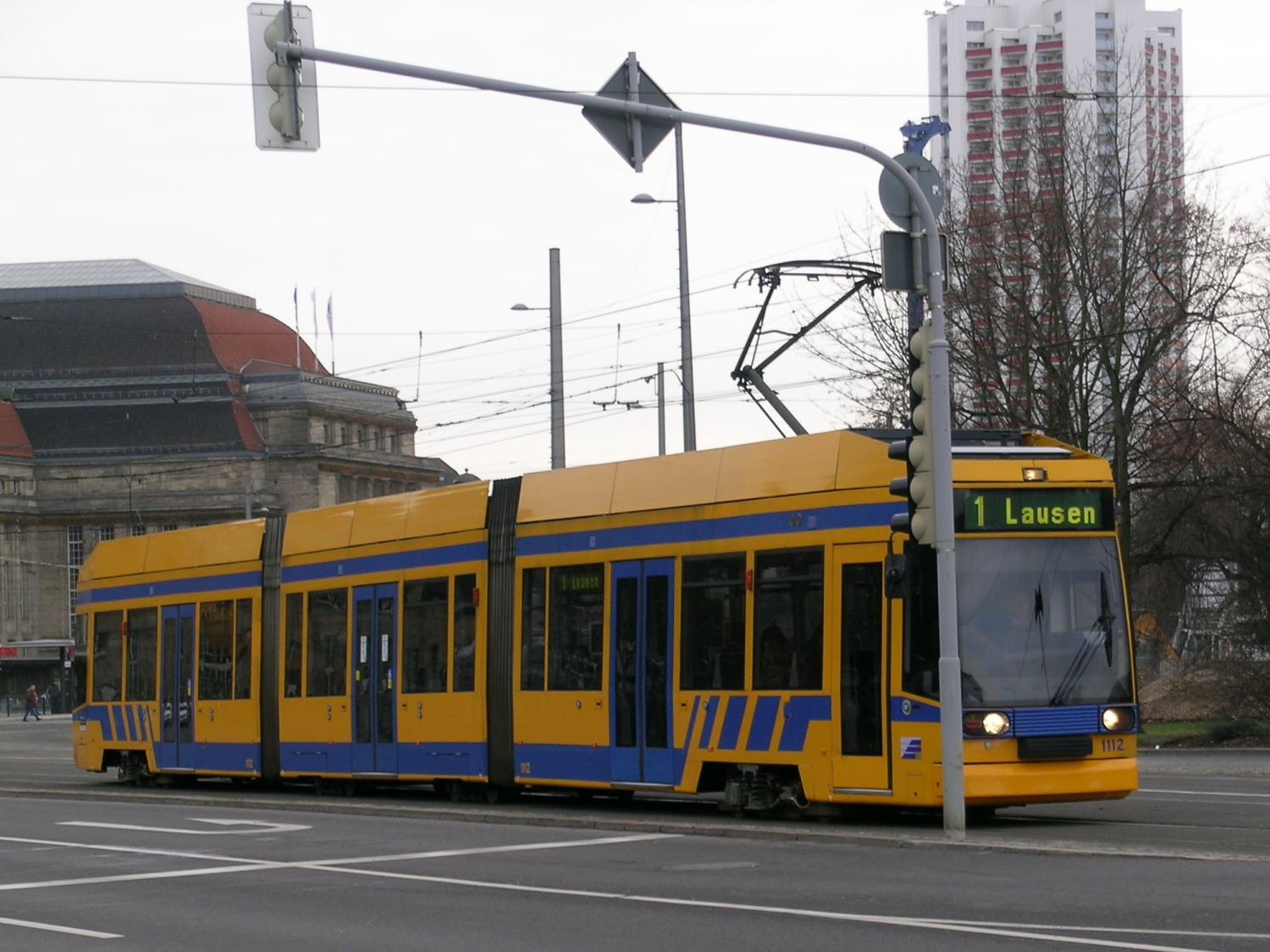
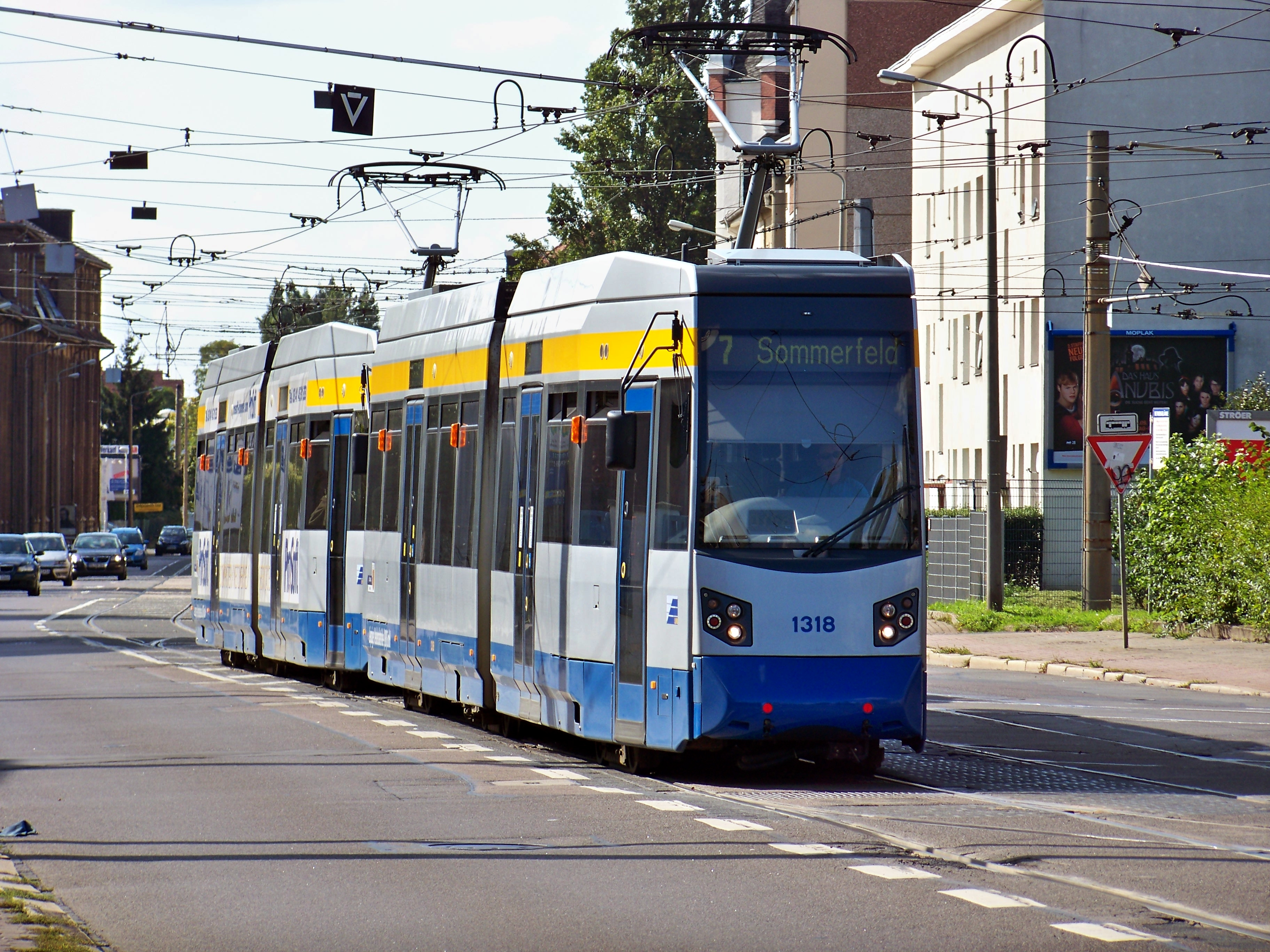
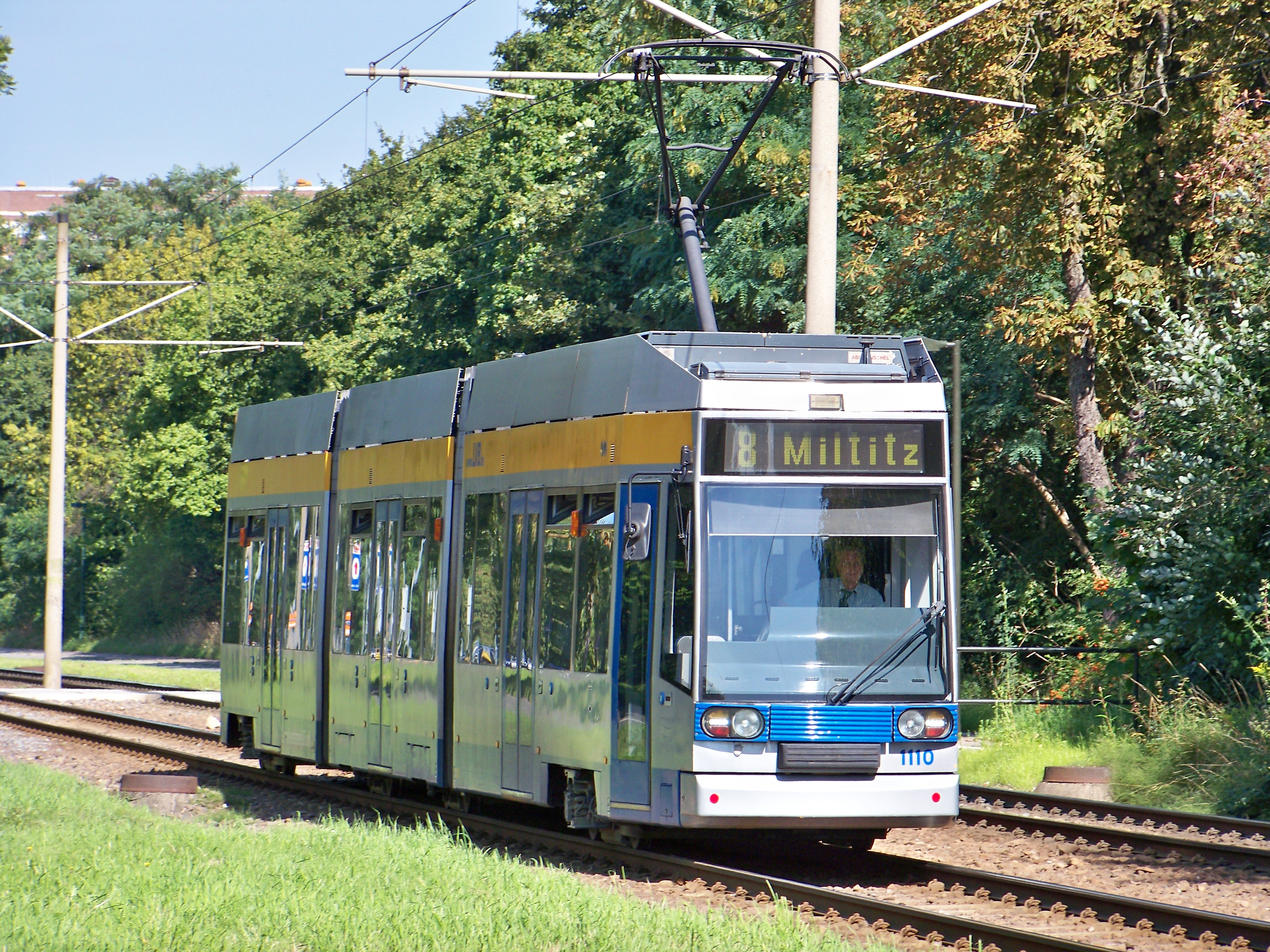
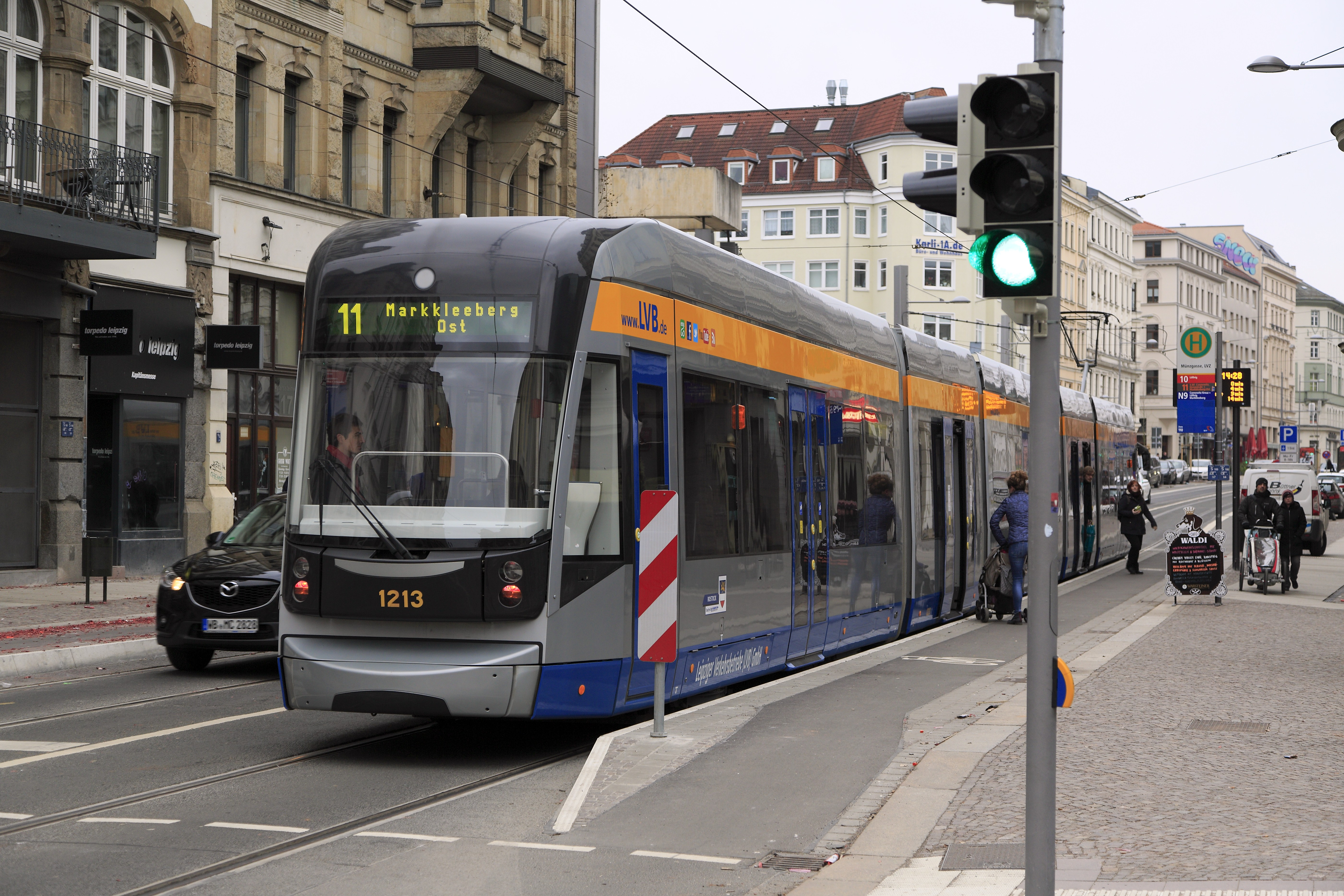